# Сіпіл
Забела Тонеляні-Асатур (вірм. Զաբել Հովհաննեսի Ասատուր; 23 липня 1863, Константинополь — 19 червня 1934, Стамбул), уроджена Ханджян (вірм. Խանճեան), більш відома під літературним псевдонімом Сіпіл (вірм. Սիպիլ) — вірменська поетеса, прозаїк, видавець, педагог і філантроп.

## Життєпис
Закінчила Скутарську академію в Константинополі 1879 року. Стала одним з організаторів товариства, метою якого була освіта для вірменських дівчаток у всіх вірменських районах Османської імперії. Викладала в провінції, а потім повернулася для продовження педагогічної діяльності в Константинополь.
1879 року написала підручник «Практична граматика сучасної вірменської мови» (вірм. Գործնական քերականութիւն արդի աշխարհաբարի), що стала класичним посібником, неодноразово перевиданим за підтримки чоловіка, Гранта Асатура. Одночасно Сіпіл публікувала статті про освіту та педагогіку, а також вірші для дітей.
1898 року разом з письменником і політичним діячем Григором Зохрабом і своїм чоловіком Грантом Асатуром відновила видання літературного журналу «Масіс» (вірм. Մասիս), де опублікувала біографії багатьох відомих західновірменських літературних діячів. 1921 року ці статті видано окремою книгою, яку Грант Асатур назвав «Дімаствернер» (вірм. Դիմաստուերներ).
Популярність Сіпіл принесли літературні твори. Тяжіла до «парнаської школи» французької поезії. Творам Сіпіл характерні гармонійне поєднання ліричних та епічних елементів, жіночна витонченість, продумана мова. У 1880-х роках вона публікувала вірші в «Масісі» і «Айреніку». 1891 року вийшов роман «Серце дівчини» (вірм. Աղջկան մը սիրտը), 1902 — збірка віршів «Проблиски» (вірм. Ցոլքեր), в якій переважали романтичні і патріотичні твори. Вона також писала короткі оповідання, часто про жінок. З робіт для театру одна з найвідоміших — п'єса «Наречена» (вірм. Հարսը).

## Особисте життя
1901 року Сіпіл вийшла заміж за письменника, журналіста і інтелектуала Гранта Асатура. Вони обмінювалися численними любовними листами, які також стали літературною спадщиною письменниці.